# Bränt barn (film)
Bränt barn är en svensk dramafilm från 1967 i regi av Hans Abramson. Filmen bygger på Stig Dagermans roman med samma namn och i rollerna ses bland andra Bente Dessau, Keve Hjelm och Hans Ernback.

## Handling
Snickare Knut Lundins fru Alma har avlidit och de närmaste vännerna samlas till gravöl i hemmet. Senare samma dag ringer telefonen och sonen Bengt svarar. Bengt förstår att det är faderns älskarinna, Gun, som ringer. Bengt blir förbittrad, en förbittring som tilltar när han upptäcker att fadern gett en av moderns klänningar till henne. Knut planerar att gifta om sig med Gun och vill att Bengt ska acceptera henne som styvmor, men Bengt vägrar.
Fadern ordnar en middag där Gun samt Bengt och hans fästmö Berit närvarar. Stämningen är tryckt. På natten ser Bengt hur fadern och Gun har samlag. I aggression slår han hunden, men ångrar sig genast. Över midsommarhelgen åker de fyra ut till en ö i skärgården. Bengt plågas av faderns intima relation med Gun, vilket får som följd att Berit känner att hon inte står i centrum för Bengts intresse. Under helgen börjar Bengt bli attraherad av Gun och möts av ömhet och öppen sensualism. Till Berit säger Bengt att han bara vill göra Gun illa.
Efter helgen återvänder kvartetten till stan. Gun besöker Bengt en dag när fadern är borta. Bengt och Gun ligger med varandra och när fadern kommer hem på natten gömmer de sig i Bengt säng. Bengt ska göra sin värnplikt och blir avfirad på Tivoli. I själva verket har han dock fått uppskov och tillbringar tiden tillsammans med Gun i skärgården, medan fadern arbetar i stan.
Knut och Gun gifter sig på vintern. Bengt och Berit kommer ut till ön över en helg, men Bengt kan inte hantera de nya relationerna. I svartsjuka slår han till Gun och skär sig därefter i handleden. Han forslas på spark över isen till sjukhuset. Bengt inser att han har lekt med elden och konstaterar att han inte kommer att göra om det. Gun inser också det omöjliga i deras relation, men hon tänker inte sluta att älska honom.

## Rollista
- Bente Dessau – Gun, biografkassörska
- Keve Hjelm – Knut Lundin, snickare
- Hans Ernback – Bengt Lundin, hans son
- Marie Göranzon – Berit, Bengts fästmö
- Annika Tretow – Alma, Knuts hustru
- Meta Velander – Ena systern
- Sissi Kaiser – Andra systern
- Jan Erik Lindqvist – Läkaren
- Monica Strömmerstedt – Sköterskan
- Siegfried Fischer	– Grannen
- Mats Abramson	– Bengt som pojke
- Curt Ericson – begravningsgäst
- Inga-Lill Åhström – begravningsgäst
- Gustav Samuelsson – begravningsgäst
- Mariann Rudberg – begravningsgäst
- Ann Mari Lindblom – begravningsgäst
- Stig Alinder – begravningsgäst
- Anna Vetter – begravningsgäst
- Karin Miller – begravningsgäst
- Margareta Sjödin – begravningsgäst
- Barbro Nordin – begravningsgäst

## Filmteam
- Hans Abramson – regi, manus
- Karl-Arne Bergman – rekvisita
- Erik Bjørk – arkitekt
- Ingemar Ejve – klippning
- Lennart Engholm – B-foto
- Inger Forsberg – smink
- Nita Gamble – scripta
- Grünfarbkvartetten – orkester
- Stig Hallgren – inspelningsledare
- Vibeke Hallberg – arkitekt
- Leif Hedman – stillbildsfoto
- Kjell Hööst – B-ljud
- Eivor Kullberg – kläder
- Roland Lundin – B-foto
- Titti Mörk – scripta
- Sven Nykvist – foto
- P.O. Pettersson – ljudtekniker
- Georg Riedel – originalmusik
- Tore Sjöberg – producent, produktionsledare
- Jan-Eric Söderman – B-foto
- Olle Unnerstad – ljudtekniker

## Om filmen
Filmen bygger på romanen Bränt barn av Stig Dagerman, första gången utgiven 1948. Sedan tidigare fanns Dagerman-filmatiseringarna Bröllopsbesvär (1964) och Ormen (1966). Bränt barn producerades av Tore Sjöberg för Minerva Film AB och AB Svensk Filmindustri. Den spelades in från mitten av mars till början av juli 1967, interiört i Råsunda filmstad och exteriört i Stockholms skärgård, bland annat i Öregrund där vinterscenerna spelades in. Filmen fotades av Sven Nykvist och klipptes sedan samman av Ingemar Ejve. Den är i färg och dialogen är på svenska.
Premiären ägde rum den 26 december 1967 på biograferna Focus och Röda Kvarn i Stockholm. Den 22 februari 1977 visades den i Sveriges Television TV1.

## Musik
Georg Riedel komponerade originalmusik till filmen. I övrigt användes "Stråkkvartett F dur opus 135" av Ludwig van Beethoven.

## Mottagande
Filmen mottogs kritiskt i pressen. I Aftonbladet skrev Jurgen Schildt, under rubriken "Bränt barn luktar illa", "God konst, inkl god filmkonst, är aldrig tråkig. Filmversionen av "Bränt barn" är tråkig. Det är följaktligen en dålig film." Svenska Dagbladets Hanserik Hjertén menade att de uttryck som burit upp Dagermans roman blivit obegripliga eller likgiltiga i filmen. I Expressen påpekade Jonas Sima att han saknade ett personligt förhållningssätt till Dagermans roman. Han menade även att Hans Ernback var katastrofalt felplacerad i sin roll. Dagens Nyheters recensent ansåg att filmen inte var lyckad och skrev att skådespelaren Bente Dessau var "det enda riktigt övertygande i filmen".
Regissören Abramson svarade på kritiken i Dagens Nyheter den 28 december 1967. Han förklarade att han arbetat fritt i förhållande till Dagermans roman och att han önskat göra en lycklig film, där huvudpersonerna vågar spränga sina tabugränser.